# 春城街道 (长春市)
春城街道，是中华人民共和国吉林省长春市绿园区下辖的一个乡镇级行政单位。

## 行政区划
春城街道下辖以下地区：
庆阳社区、景阳社区、红旗社区、旺达社区、雷锋社区、新奥蓝城社区、升阳社区、蓝天社区、世纪社区、花园社区、建阳社区和春草社区。